# Liste der Naturdenkmale in Uhldingen-Mühlhofen
| Naturdenkmale | Anzahl |
| ------------- | ------ |
| FND           | 3      |
| END           | 2      |
| Gesamt        | 5      |

Die Liste der Naturdenkmale in Uhldingen-Mühlhofen nennt die verordneten Naturdenkmale (ND) der im baden-württembergischen Bodenseekreis liegenden Gemeinde Uhldingen-Mühlhofen. In Uhldingen-Mühlhofen gibt es insgesamt 5 als Naturdenkmal geschützte Objekte, davon 3 flächenhafte Naturdenkmale (FND) und 2 Einzelgebilde-Naturdenkmale (END).
Stand: 1. November 2016.

## Flächenhafte Naturdenkmale (FND)
| Name                                     | Bild | Kennung     | Einzelheiten        | Position | Fläche Hektar | Datum        |
| ---------------------------------------- | ---- | ----------- | ------------------- | -------- | ------------- | ------------ |
| Allee am Bodensee (88 Bäume)             |      | 84350660006 | Uhldingen-Mühlhofen | ???      | 1,1           |              |
| Pappeln an der östlichen Mole            |      | 84350660007 | Uhldingen-Mühlhofen | ???      | 0,0           |              |
| 10 Sommerlinden im Klostergarten Maurach |      | 84350660001 | Uhldingen-Mühlhofen | ???      | 0,1           | 1. Juni 1971 |
| Legende für Naturdenkmal                 |      |             |                     |          |               |              |

## Einzelgebilde (END)
| Name                                                | Bild | Kennung     | Einzelheiten        | Position | Fläche Hektar | Datum         |
| --------------------------------------------------- | ---- | ----------- | ------------------- | -------- | ------------- | ------------- |
| Alter Baumbestand an der westlichen Mole (7 Linden) | BW   | 84350660008 | Uhldingen-Mühlhofen | ⊙        | 0,0           | 28. Juli 1939 |
| Baumgruppe (14 Bäume)                               | BW   | 84350660005 | Uhldingen-Mühlhofen | ⊙        | 0,0           | 1. Juni 1971  |
| Legende für Naturdenkmal                            |      |             |                     |          |               |               |